# El Mal (Lied)
El Mal (span. für „Das Böse“) ist ein Lied aus dem Film Emilia Pérez. Der Song wurde von Regisseur Jacques Audiard gemeinsam mit der Komponistin und Sängerin Camille und ihrem Lebensgefährten Clément Ducol geschrieben und wird von der Schauspielerin Zoe Saldana gesungen. Bei der Verleihung der Golden Globe Awards 2025 sowie der Oscarverleihung 2025 wurde das Werk als Bester Filmsong ausgezeichnet.

## Entstehung und Veröffentlichung
El Mal wurde für den Film Emilia Pérez von Regisseur Jacques Audiard geschrieben. Für den Song arbeitete die französische Sängerin Camille mit ihrem Lebensgefährten, dem Musiker und Arrangeur Clément Ducol, zusammen. Als der Regisseur im Studio Zoe Saldana, die im Film die Anwältin Rita Moro Castro spielt, bei einer ersten Aufnahme des Songs hörte, wollte er diesen rauer haben. So entstand die Aufnahme gemeinsam mit einer Live-Rockband.
El Mal ist auf dem Soundtrack-Album zum Film enthalten, das am 1. November 2024 von Sony Masterworks veröffentlicht wurde. Das Lied findet sich auch auf der vorab Anfang September 2024 veröffentlichten Selections from the Original Motion Picture Soundtrack.

## Text

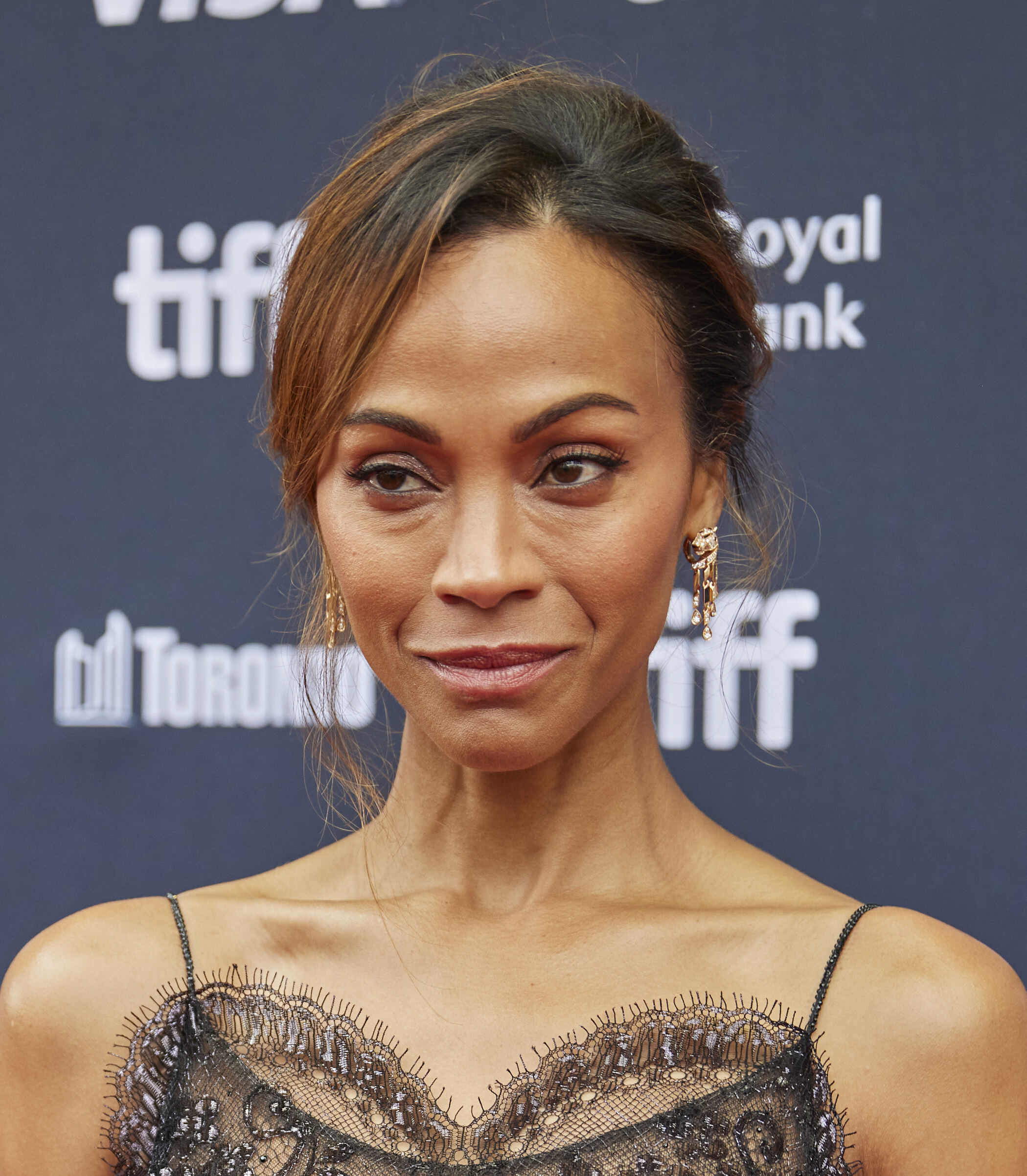
Zoe Saldana spielt im Film die Anwältin Rita Moro Castro

Emilia Pérez handelt von einem mexikanischen Drogenbaron namens Juan „Manitas“ Del Monte, der seine Vergangenheit hinter sich lassen und ein neues Leben als Frau beginnen möchte. Gespielt wird er von der transgeschlechtlichen Schauspielerin Karla Sofía Gascón. Die Transfrau wagt unter dem Namen Emilia Pérez in Mexiko einen Neuanfang. Die Anwältin Rita Moro Castro, die ihr dabei helfen soll, beginnt etwa in der Mitte des Films, während Emilia bei einer Spendenveranstaltung vor den Gästen, bestehend aus korrupten Politikern, Richtern und Persönlichkeiten des öffentlichen Lebens, eine Rede hält, über die Korruption im Land und die Heuchelei der Anwesenden zu singen, die ihr Geld für den guten Zweck spenden sollen, aber alle auf der Gehaltsliste der Kartelle stehen. Erst rappt Rita, dann ändert sich das Lied in einen Rocksong. Während Rita El Mal singt, tanzt sie durch die Räumlichkeiten, in denen das Benefizgaladinner für "La Lucecita" stattfindet.
Die französische Komponistin und Sängerin Camille schrieb El Mal, wie alle anderen Lieder aus dem Film, nicht in ihrer Muttersprache, sondern auf Spanisch, auch wenn sie einige Ideen erst auf Französisch niederschrieb. Sie ließ sich dabei von einem in Mexiko geborenen Übersetzer beraten.

## Auszeichnungen
Astra Film Awards 2024

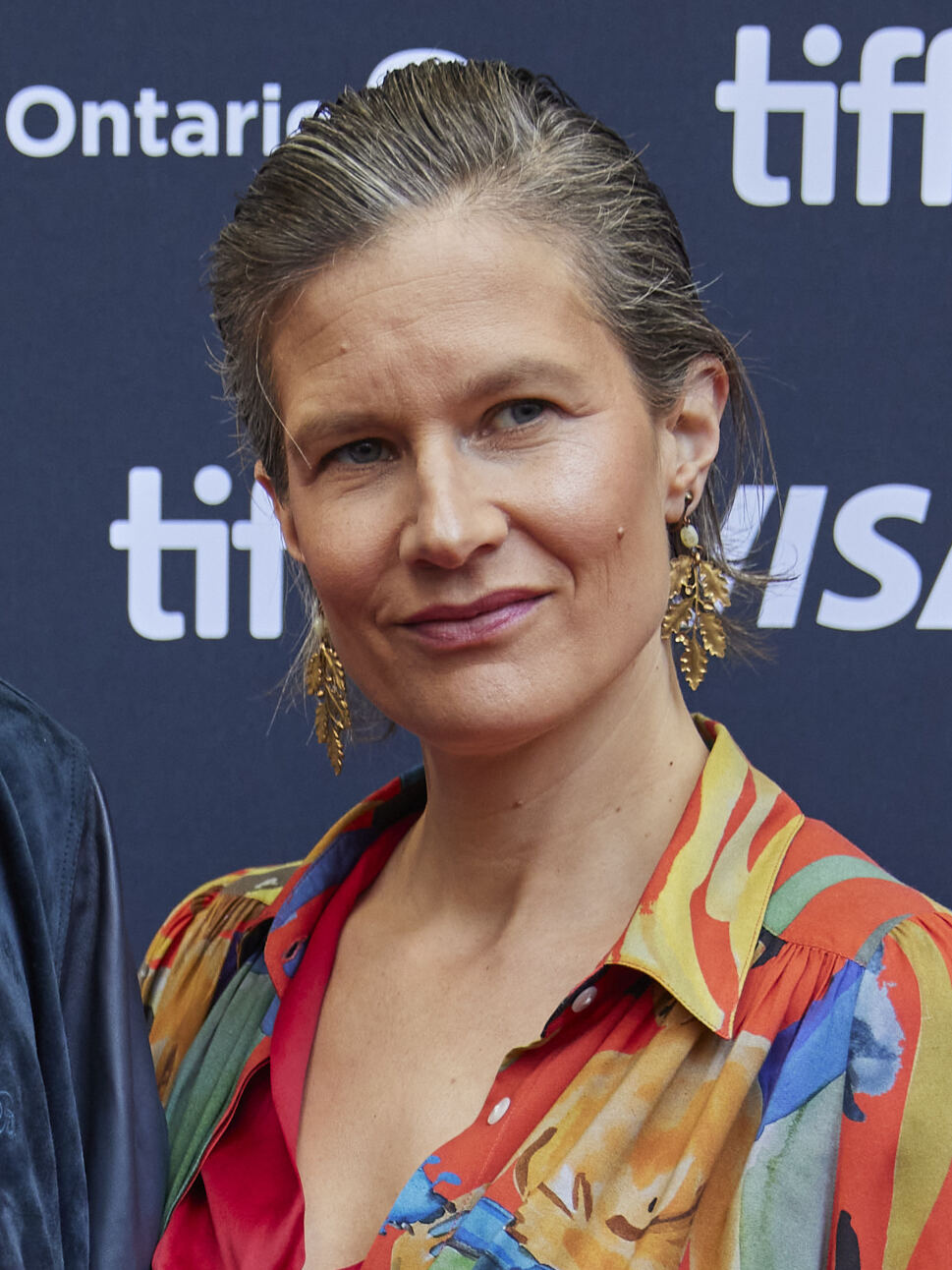
Die französische Sängerin und Komponistin Camille

- Nominierung als Bester Song[5]

Black Reel Awards 2024
- Nominierung als Bester Song (Zoe Saldaña, Karla Sofía Gascón, Camille und Jacques Audiard)[6]

Critics’ Choice Movie Awards 2025
- Nominierung als Bestes Lied (Zoe Saldana, Karla Sofía Gascón und Camille)[7]

Golden Globe Awards 2025
- Auszeichnung als Bester Song[8]

Hollywood Music in Media Awards 2024
- Nominierung als Bester Song in einem Spielfilm (Camille, Clément Ducol, Jacques Audiard und Zoe Saldana)
- Auszeichnung als Bester Song – Onscreen Performance (Zoe Saldana)[9][10]

Oscarverleihung 2025
- Auszeichnung als Bester Filmsong (Clément Ducol, Camille und Jacques Audiard)

Satellite Awards 2025
- Nominierung als Bester Song (Clement Ducol, Camille und Jacques Audiard)[11]

Society of Composers & Lyricists Awards 2025
- Nominierung als Bester Song – Comedy or Musical Visual Media Production (Clement Ducol, Camille und Jacques Audiard)[12]